# 佐渡金山

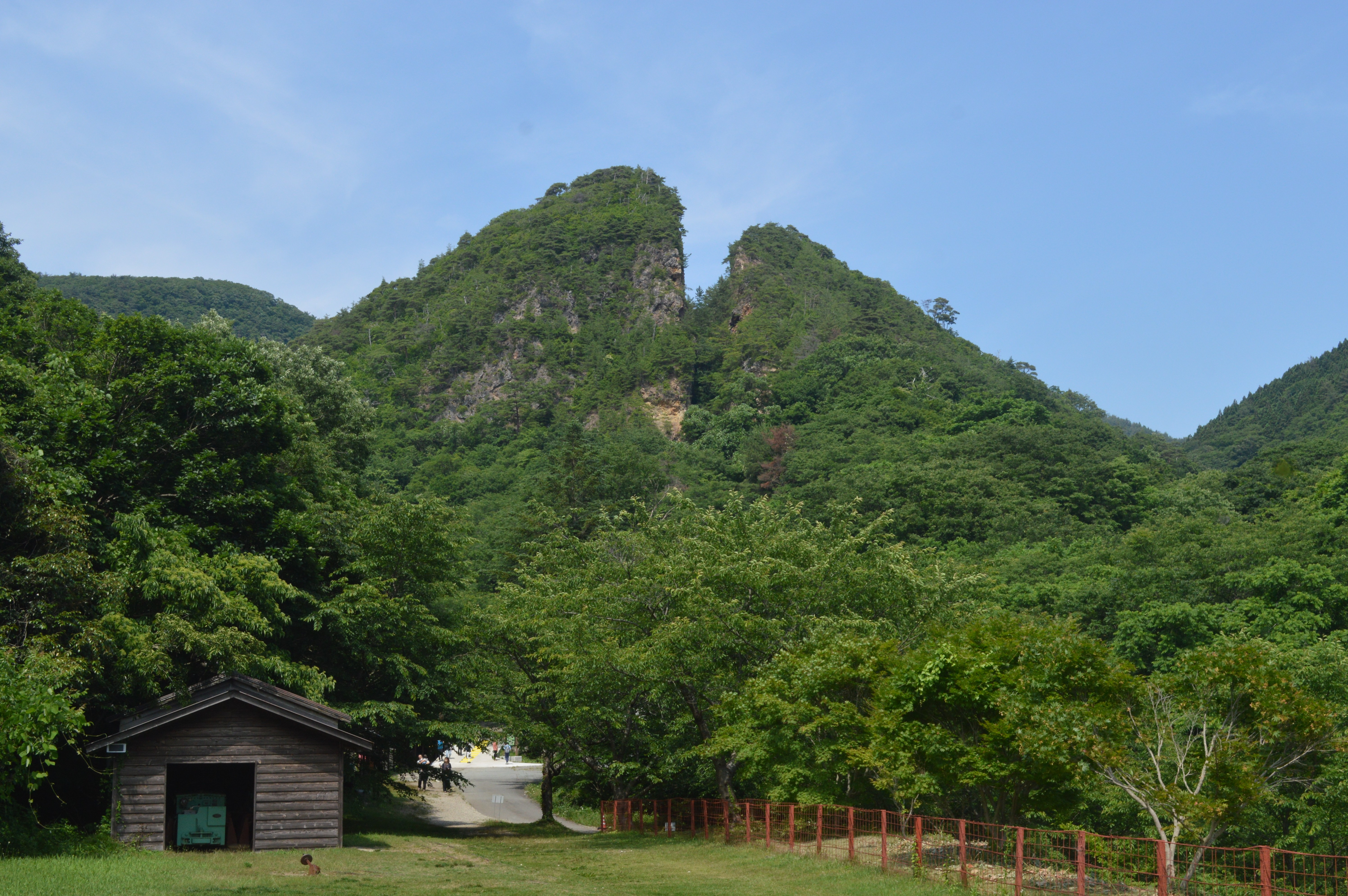
佐渡金山的象徵「道遊之割戶」

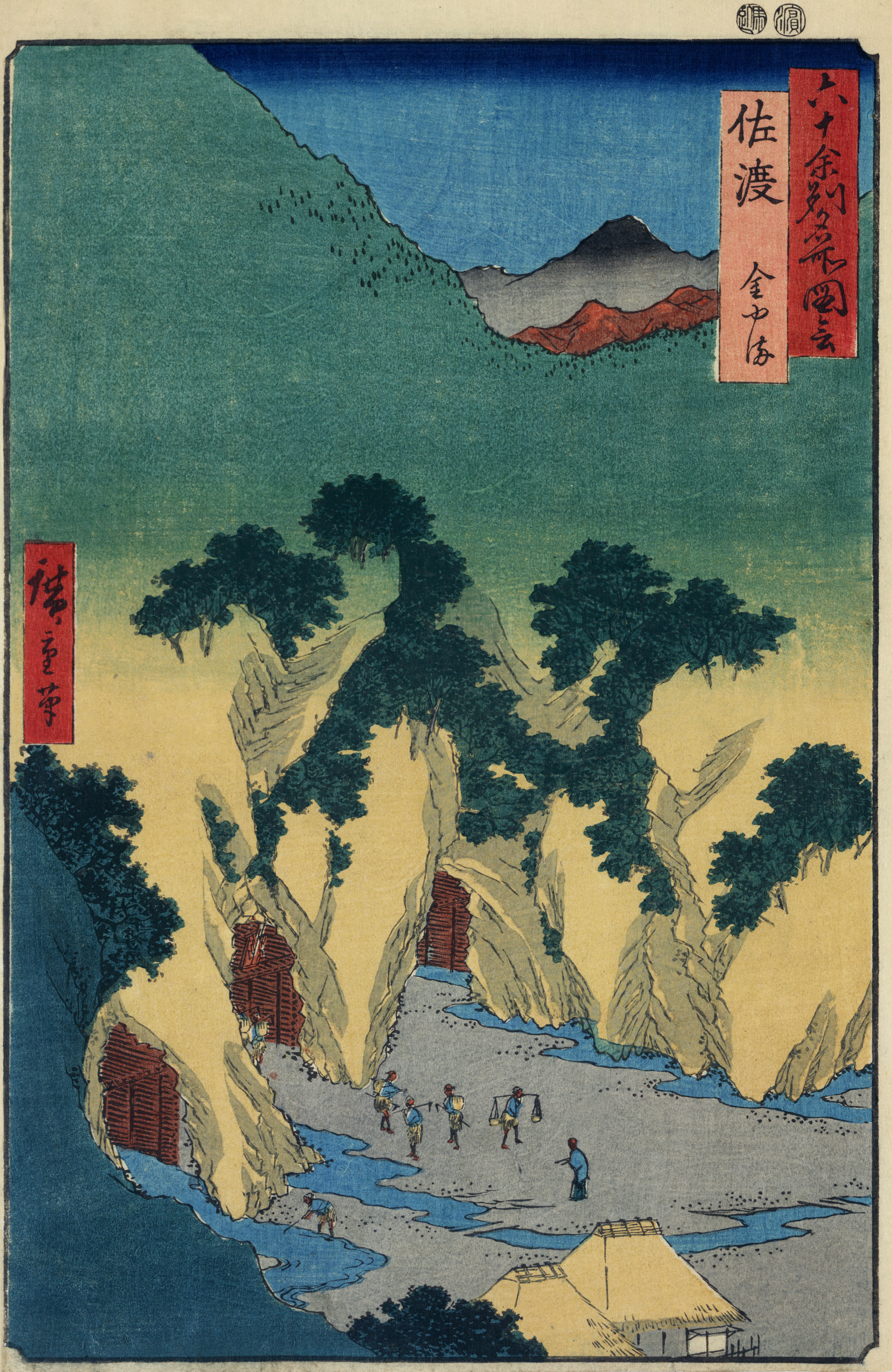
歌川廣重的《六十餘州名所圖會》中描繪的佐渡金山

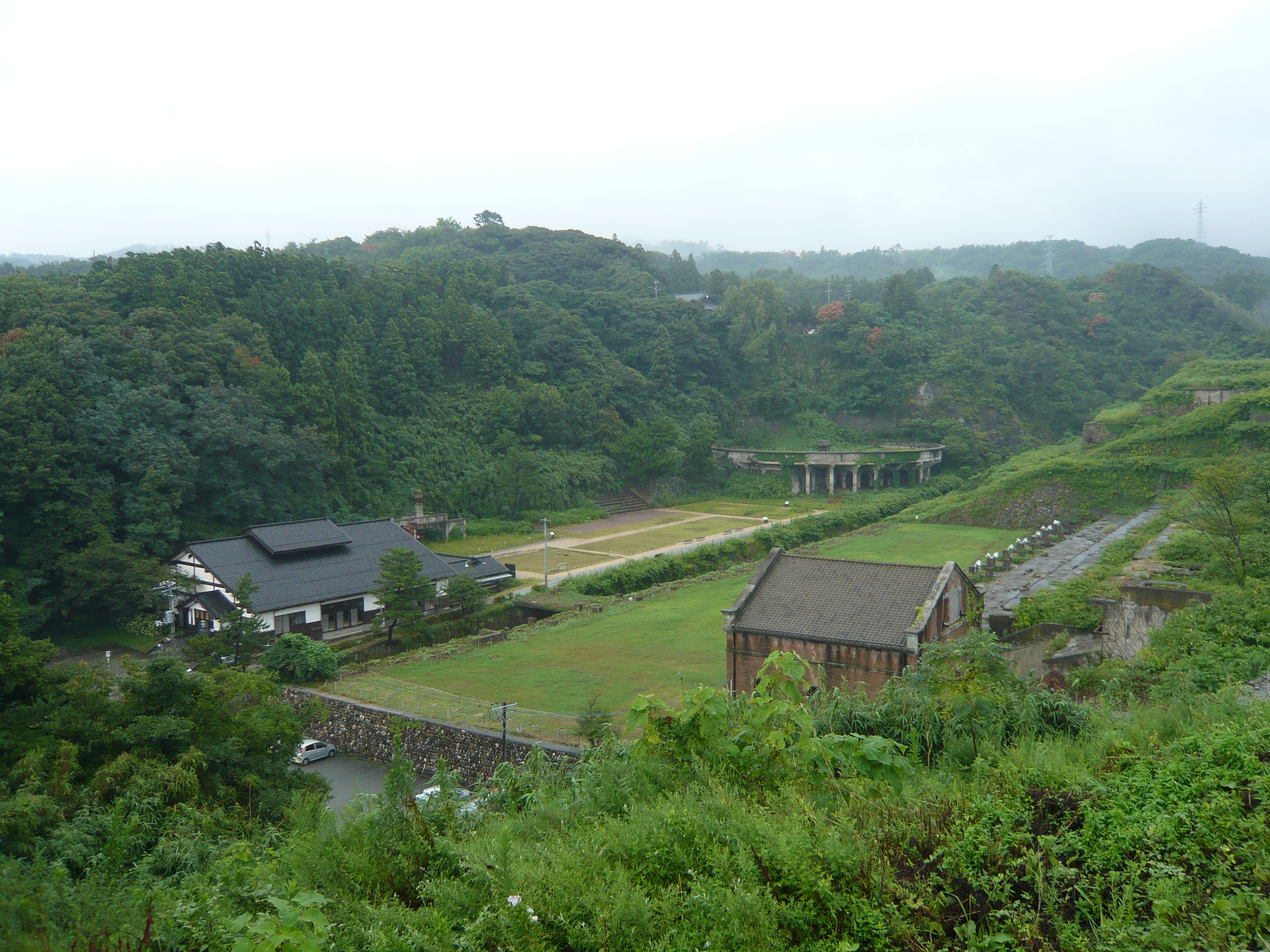
佐渡金山北澤地区的全景。右側為火力發電廠、選礦場暨精煉廠及其沈澱槽，左側為相川技能傳承展覽館，後方山上可見總源寺

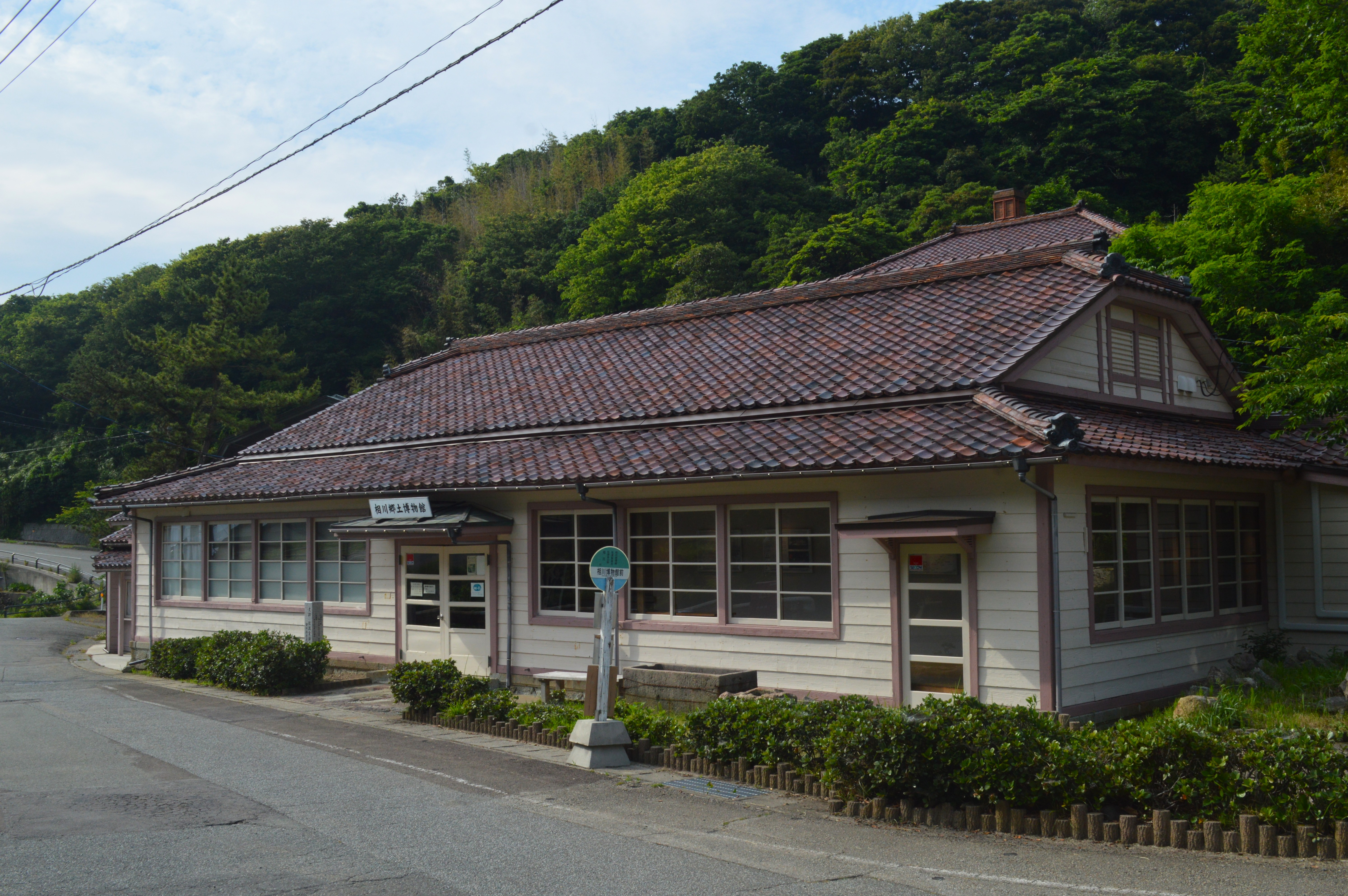
相川鄉土博物館

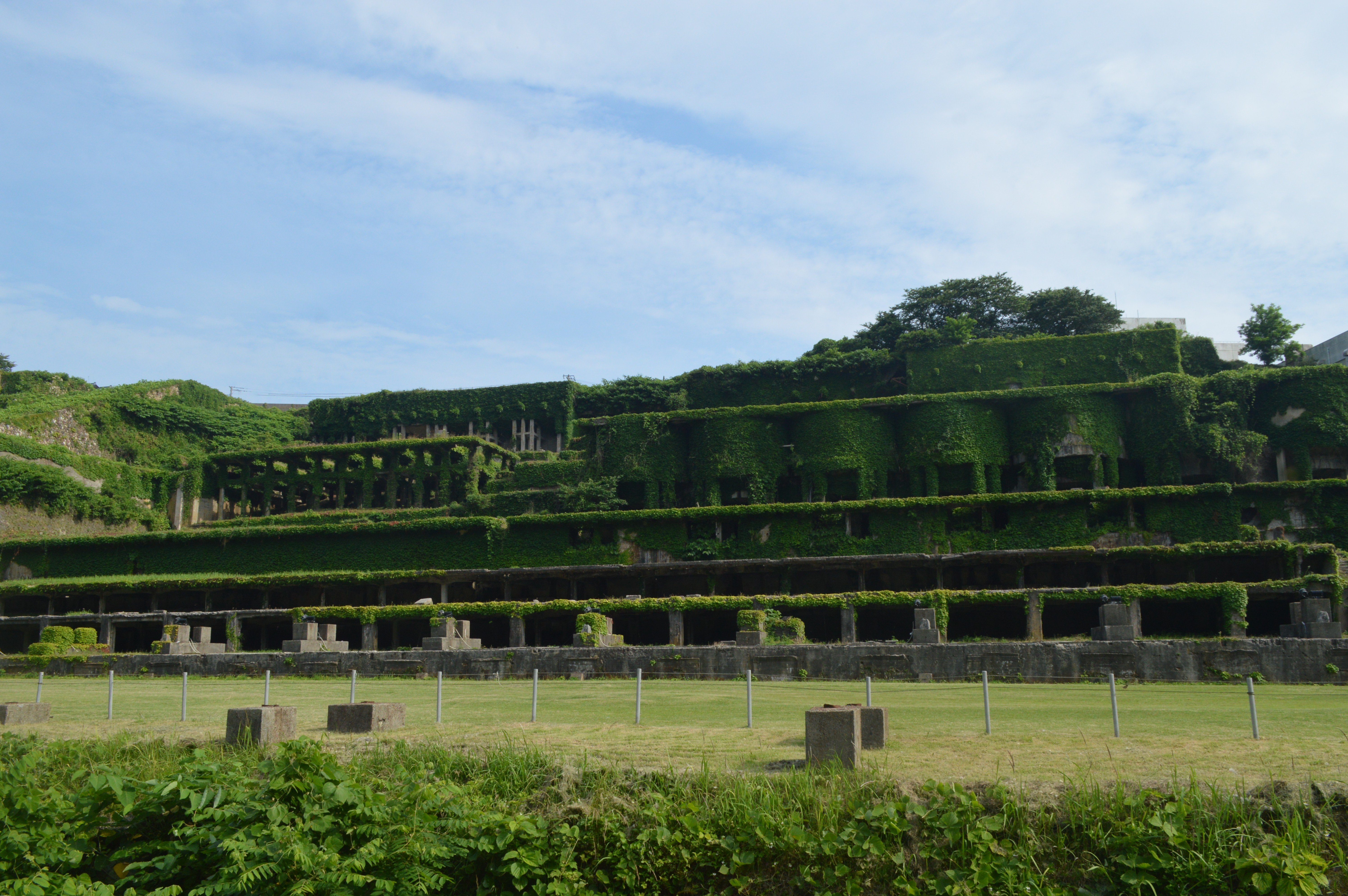
佐渡金山北澤地区的選礦場與精煉廠

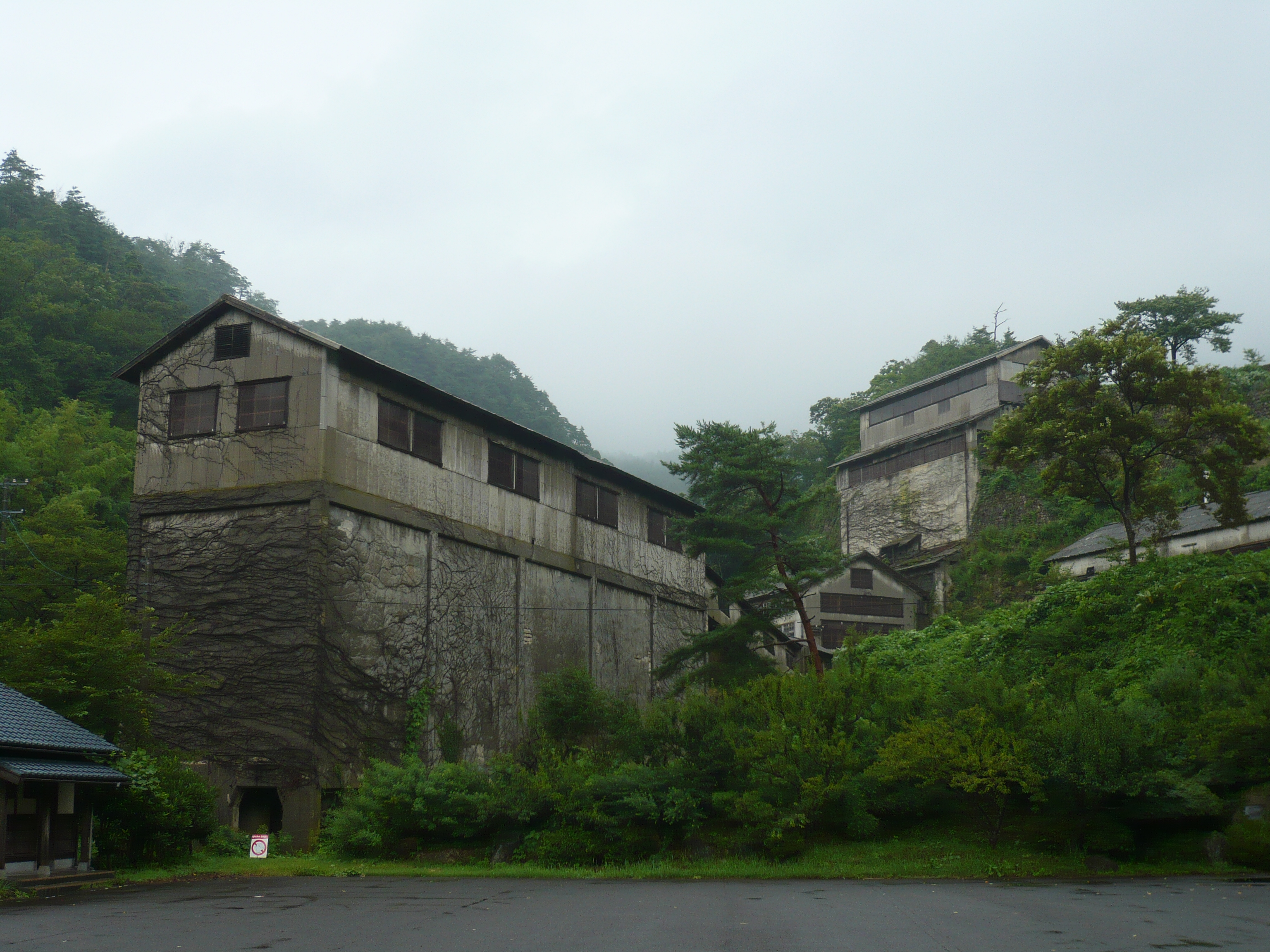
佐渡金山的礦石貯藏庫

佐渡金山（日语：／ Sado-kinzan */?），是一座位於日本新潟縣佐渡市的金礦。此礦中產出的礦石主要成分為被稱為“銀黑”的石英，其中夾雜有帶狀的輝銀礦與金微粒。

## 概要
一種廣為流傳的誤解認為，在戰國時期上杉氏就已在佐渡島上發現了金脈並進行開採，但實際上在戰國時期並沒有於此處發現或開採黃金的記錄，當時開採的地點是一山之隔的鶴子銀山。在新田次郎的小說《武田信玄》中，佐渡金山是上杉家的秘密財源，之所以無人知曉是因為上杉家對外保密。 但是在戰國時代佐渡是本間氏的領土，並非上杉氏所有，因此在當時上杉氏不可能擁有佐渡金山的所有權。不過根據《今昔物語集》第26卷第15話所載“在能登國挖掘鐵礦的人，去佐渡國掘金”的傳聞，在成書的推定年代十一世紀後半，佐渡可能已經以砂金等形式有黃金產出。
天正17年（1589年）上杉謙信的後繼者上杉景勝消滅了佐渡島的大名本間氏，將佐渡島納入自己的勢力範圍。
慶長6年（1601年）佐渡島成為德川家康的領地，同年在北山（金北山）發現了金礦，直至江戶時代是幕府的重要財政收入之一。
從江戶時代初期的慶長到寛永年間為佐渡金山的全盛時期，當時一年平均可開採出400公斤的黃金、40噸的白銀，為當時世界上產量最高的金礦之一，而銀產量亦在當時國內前列。佐渡金山是當時幕府主要貨幣慶長小判的一個重要的材料來源。其中相川銀山被幕府指定為直轄領地，成為佐渡島上金銀礦的中心。佐渡島產出的粗金粗銀在上繳給幕府後，在金座、銀座鑄造成貨幣。當時日本從中國進口大量的生絲，白銀作為主要的貿易貨幣大量輸出給了中國。
在金礦工作的礦工薪水極高、進而在周圍形成了繁榮的金礦小鎮。在江戶時代後期江戶約有1800人的流浪漢（無宿人）與犯人被發配到佐渡金山服苦役。一方面這對礦工有警示作用，另一方面，金礦也需要大量的無宿人作為排水的人力，因為礦坑常常延伸至海拔以下，必須避免積水過多導致礦坑報廢。
佐渡金山礦脈約於1980年代開始枯竭，於1989年停止開採並作為觀光設施開放給一般民眾參觀。坑道總長度約為400公里，其中300公尺長開放給民眾參觀，並設置了約70具重現當時採礦工人工作情形的人偶。

## 沿革
- 1601年（慶長6年） - 鶴子銀山（日语：鶴子銀山）的三名礦工於此處發現金礦。
- 1603年（慶長8年） - 大久保長安被任命為第一任佐渡奉行（日语：佐渡奉行），管理金礦的開採。
- 1868年（明治元年） - 明治維新後改隸工部省。
- 1889年（明治22年） - 改隸宮内省御料局。
- 1896年（明治29年） - 下撥給三菱合資会社。
- 1918年（大正7年） - 歸屬於三菱礦業株式会社（今三菱綜合材料株式会社（日语：三菱マテリアル）[2]）。
- 1967年（昭和42年） - 佐渡礦山中的相川礦山關聯遺跡以「佐渡金山遺跡」為名被日本政府指定為國家史跡。
- 1973年（昭和48年） - 從三菱獨立出佐渡金山株式会社。
- 1989年（平成元年）3月31日 - 因為礦脈日漸枯竭而終止開採。經營權由三菱综合材料的完全子公司金色佐渡株式會社（日语：株式会社ゴールデン佐渡）繼承。
- 2007年（平成19年） - 被選為日本地質百選。
- 2008年（平成20年） -間之山上拱橋與間之山下拱橋被指定為文化財產。
- 2012年（平成24年） - 8座建築物（包括間之山的兩座拱橋）被指定為國家重要文化遺產。[3]

## 文化遺產

### 重要文化遺產
- 大立竪坑櫓
- 大立竪坑捲揚機室
- 道遊坑及高任坑
- 高任初級碎礦場
- 高任礦石貯藏庫與輸送帶場
- 電車車庫（機械工廠）
- 間之山上橋
- 間之山下橋

### 史跡
國家史跡“佐渡金銀山遺跡”，原名“佐渡金山遺跡”，包括與採礦相關的道遊之割戶、宗大夫間步、南澤疏水、大立竪坑櫓、間之山搗礦場等建築物和遺跡，與經營相關的佐渡奉行所、報時鐘樓、御料局佐渡支廳廳舍等建築物，以及供養第一任佐渡奉行大久保長安的大安寺。2011年，追加了鶴子銀山遺跡，更名為“佐渡金銀山遺跡”。

## 観光景點
- 史跡佐渡金山
  - 坑道
  - 資料館
  - 入館時間（全年開放）：4月〜10月（8:00-17:00），11月〜3月（8:30-16:30）
- 道遊之割戶
- 南澤疏水坑
- 大久保長安墓

## 祭典
- 金山祭（7月25日〜7月27日）
- 無宿人供養祭（4月的第3个星期日）

## 申请世界遗产及争议
佐渡市與新潟縣將相川金銀山・西三川砂金山・鶴子銀山以及新穗銀山等四座金銀礦統稱為“佐渡金銀山遺跡群”，目標是申請為世界遺產。2007年，縣市政府向文化廳陳情，希望提名為世界遺產預備項目。2008年9月26日於世界文化遺產特別委員会的審査傾向將上述的金銀礦與已經是世界遺產的石見銀山遺跡“擴大合併”為同一個世界遺產。後來由於兩地之間未達成統一意見而決議將石見銀山作為單獨的世界遺產保留，2010年6月該委員會將佐渡金山等遺跡群登入預備名單至今。
从2022年开始，日本推动“佐渡岛金山”申遗。此前在2022年提交的申请书因为资料不全而被拒绝。2023年1月，日方重新提交了申请，世界遗产委员会将于2024年7月底宣布对“佐渡岛金山”的决定。
佐渡金矿申遗引发了韩国的抗议，因为其未能“反映佐渡矿的全部历史”，并批评东京将时间线专门限制在1603年至1868年的江户时代，并排除了日本皇军犯下战争暴行的现代历史。拥有400年历史的佐渡矿曾经是世界上最大的黄金生产国之一，但其成功部分建立在对1000多名韩国劳工的剥削之上。在1910年至1945年日本对朝鲜半岛的殖民统治期间，估计有78万韩国人在矿山和工厂工作，其中许多人条件恶劣，没有适当的工资或假期。
关于佐渡金矿申遗，《韩国先驱报》在一篇社论中补充说：“日本将该遗址列入名单的举动......是试图粉饰其统治朝鲜期间发生的暴行的薄薄面纱。对于韩国人来说，佐渡矿是说明日本殖民主义暴行的众多遗址之一，长期以来，人们一直认为日本尚未发表真诚的道歉并提供适当的赔偿。”
2015年，日本将包括“军舰岛”在内的23处工业遗址打包为“明治工业革命遗址”申报世界文化遗产，日方曾承诺将采取后续措施向世人说明强征劳工的史实，包括建立信息中心介绍该历史。申遗成功后，日本所建的信息中心展示的却是日方否认强征劳工事实的内容，引发韓國方面的不满。
2024年7月27日，在印度新德里召开的联合国教科文组织第46届世界遗产大会通过决议，将日本申请的佐渡金山列入《世界遗产名录》。展览空间从同月28日开放。

## 関連項目
- 金
- 菱刈金山（日语：菱刈金山）
- 日本地質百選
- 中部地區史跡一覧（日语：中部の史跡一覧）
- 新潟縣的觀光地（日语：新潟県の観光地）
- 鶴子銀山（日语：鶴子銀山）
- 大須銀山（日语：大須銀山）

## 外部連結
- 史跡 佐渡金山（页面存档备份，存于）（日語）
- 佐渡金銀山（页面存档备份，存于）（日語）
- 国指定文化財データベース – 佐渡金銀山遺跡（页面存档备份，存于）（日語）

38°2′31.3″N 138°15′32.8″E / 38.042028°N 138.259111°E